# Hufkens (geslacht)
Hufkens is een Belgisch geslacht waarvan leden sinds 2009 tot de Belgische adel behoren.

## Geschiedenis
Guy Hufkens werd in 2009 in de Belgische erfelijke adel opgenomen met de persoonlijke titel van ridder. In 2013 verkreeg hij ook voor zijn twee zonen de titel van ridder. In 2015 verkreeg hij de titel van baron, overgaande op al zijn afstammelingen.

## Enkele telgen
Guy baron Hufkens (1939-2016), voorzitter van de NV Hufkens Immo, de chocolaterie Bouchard l'Escaut en Bouchard Daskalides, ondervoorzitter van de Limburgse Reconversie Maatschappij
- François-Xavier baron Hufkens (1965), oprichter van kunstgalerie Xavier Hufkens
- Frédéric baron Hufkens (1967), CEO van A.S.Adventure